# Blohm & Voss Ha 140
Blohm & Voss Ha 140 bio je njemački hidroavion/torpedni bombarder razvijan tijekom 1930-ih. Nakon četiri izrađena prototipa, daljni razvoj je obustavljen jer je za operativnu uporabu izabran Heinkelov He 115.

## Tehničke karakteristike
Izvori podataka: 
Osnovne karakteristike
- dužina: 16,74 m
- raspon krila: 22,0 m
- visina: 3,05 m

Letne karakteristike
- najveća brzina: 333 km/h
- dolet: 2000 km
- motor: 2 x BMW 132K